# Vũng Tàu
Vũng Tàu er en havneby beliggende i det sydlige Vietnam med indbyggertal pr. 2011 er på cirka 322,873, beliggende på et areal på ca. 140 km2. Byen er beliggende ca. 120 km fra Ho Chi Minh-byen (det tidligere Saigon).
Byen er hovedstad i Ba Ria-Vung Tau provinsen, som ligger ved kysten til det Sydkinesiske hav, og er en af landets vigtigste havnebyer. Byen er et olie- og turismecentrum i Vietnam.
Den meget lille Vung Tau Lufthavn (VTG) er beliggende næsten midt inde i byen.
Vũng Tàu har to store strande, som kaldes for Bag-stranden (Bãi Sau) og For-stranden (Bãi Trước).
- Wikimedia Commons har flere filer relateret til Vũng Tàu